# Through the Fire (HSAS)
| Recensione | Giudizio |
| ---------- | -------- |
| AllMusic   | [ 1 ]    |

Through the Fire è l'unico album in studio del supergruppo statunitense hard rock HSAS, composto da: Sammy Hagar (futuro Van Halen), Neal Schon (Journey), Kenny Aaronson e Michael Shrieve, pubblicato nel 1984 dalla Geffen Records.

## Il disco
Durante il missaggio sono state escluse le voci del pubblico, così da risultare un album da studio. Comprende una reinterpretazione del classico dei Procol Harum: A Whiter Shade of Pale.

## Tracce
1. Top Of The Rock 4:18
2. Missing You 4:26
3. Animation 5:02
4. Valley Of The Kings 3:22
5. Giza 1:20
6. Whiter Shade Of Pale (Keith Reid, Gary Brooker) 4:46
7. Hot And Dirty 4:17
8. He Will Understand 4:47
9. My Home Town 4:05

## Formazione
- Sammy Hagar - voce
- Neal Schon - chitarra
- Kenny Aaronson - basso
- Michael Shrieve - batteria